# Theodotos (Gnostiker)
Theodotos (altgriechisch Θεόδοτος; um 160 n. Chr.) war ein christlicher Autor des späten 2. Jahrhunderts. Er war ein Zeitgenosse des Clemens von Alexandria, der auch Auszüge aus seinem Werk überliefert hat (Excerpta ex Theodoto). Bei der Betrachtung der Auszüge (Epitomai = gekürzte Bearbeitungen) aus Theodotos Lehren in dem clementinischen Werk ist dabei schwer zu bestimmen, welche Abschnitte Theodotos selbst zugeschrieben werden können.
Theodotos gilt als Schüler bzw. Anhänger des Gnostikers Valentinus und zusammen mit Markos und Axionikos von Antiochia als Vertreter der östlichen Gruppe der Valentinianer. Er soll um 160 bis 170 in Asia minor gelehrt haben.
Bekannt ist ein Zitat aus den Auszügen, das die Grundfragen der menschlichen Existenz benennt, die von der Gnosis beantwortet werden:
„Wer waren wir? Was sind wir geworden? Wo waren wir? Wohinein sind wir geworfen? Wohin eilen wir? Wovon sind wir erlöst? Was ist die Entstehung (genesis) und was die Wiederentstehung (anagenesis)?“
Dieses Zitat erscheint im Kontext von Theodotos’ Auseinandersetzung mit der Astrologie, ein Thema, das in den Auszügen einigen Raum einnimmt.